# Panzhihua
Panzhihua (in cinese: 攀枝花; in pinyin: Pānzhīhūa) è una città della Cina nella provincia del Sichuan.

## Suddivisioni amministrative
- Distretto di Dong
- Distretto di Xi
- Distretto di Renhe
- Contea di Miyi
- Contea di Yanbian